# Claudio Bracci
Claudio Bracci (Roma, 12 gennaio 1958) è un ex terrorista italiano.
Esponente del gruppo eversivo d'ispirazione neofascista Nuclei Armati Rivoluzionari, verso la fine degli anni settanta inizia a frequentare gli ambienti del crimine organizzato romano fungendo da intermediario tra gli stessi NAR ed alcuni appartenenti alla Banda della Magliana.

## Biografia

### Un malavitosonero
Nato a Roma, assieme al fratello Stefano, inizia ad esprimere le sue simpatie per gli ambienti legati alla destra fin dai tempi del liceo, il Keplero XI Liceo Scientifico di Roma, dove fa anche la conoscenza di un altro simpatizzante fascista, Franco Anselmi.
Assieme ad altri personaggi legati agli ambienti della destra come Massimo Carminati (suo cognato) e Alessandro Alibrandi, Bracci inizia a frequentare anche il bar Fermi e soprattutto il bar Barone di via Avicenna, nella zona di Ponte Marconi, ritrovo di malavitosi appartenenti alla Banda della Magliana, come i boss Franco Giuseppucci e Danilo Abbruciati.
(Interrogatorio di Claudio Bracci)
Attraverso queste conoscenze, nel suo doppio percorso di militante nero e di malavitoso comune, Bracci si spende come intermediario tra i Nuclei Armati Rivoluzionari e l'ambiente della malavita romana legato alla Banda della Magliana al fine di ricercare un terreno comune di reciproco beneficio e di scambio di favori.
(Interrogatorio di Walter Sordi da Ragazzi di malavita di Giovanni Bianconi.)
Inizialmente, alla base di questa cooperazione vi furono alcune attività di reinvestimento di proventi provenienti da rapine di autofinanziamento effettuate con Fioravanti e soci, in modo da poterli investire in altre operazioni illecite effettuate dagli uomini della Magliana quali l'usura o lo spaccio di sostanze stupefacenti. Per contro, Bracci e Carminati e gli altri, si adoperarono in azioni di recupero crediti, danneggiamenti e di vero e proprio killeraggio, nei confronti di alcuni personaggi entrati in conflitto con gli affari della Banda.
(Interrogatorio di Cristiano Fioravanti)
Sempre secondo le rivelazioni del pentito Walter Sordi, nell'aprile del 1980, sempre nell'ambito di questo mutuo scambio di favori, Bracci, Carminati e Alibrandi uccisero con tre colpi di pistola calibro 7,65 il tabaccaio romano Teodoro Pugliese, perché d'intralcio nel traffico di stupefacenti gestito da Giuseppucci.
(Interrogatorio di Walter Sordi da Ragazzi di malavita di Giovanni Bianconi)

### L'arresto e i processi
Bracci venne arrestato nell'aprile del 1981 e l'8 maggio 1984, il giudice Ferdinando Imposimato, dispose per lui il rinvio a giudizio per l'omicidio di Teodoro Pugliese. Nel processo che seguì, il pm chiese la condanna a 24 anni di carcere ma, il 14 ottobre 1985, la Corte d'Assise di Roma non credette al pentito Walter Sordi e li assolse entrambi, seppur con la formula dubitativa, dall'accusa di aver eseguito l'omicidio del tabaccaio romano.
Nel procedimento contro il gruppo dei NAR, apertosi il 13 dicembre 1984 nell'aula di corte di assise del carcere di Rebibbia di Roma, venne condannato per due rapine, associazione sovversiva e banda armata.
Il 16 aprile 1993 il suo nome comparve tra i mandati di cattura nella maxi-operazione di polizia denominata "Colosseo", che portò in carcere boss, seconde linee e fiancheggiatori della Banda della Magliana.
Nel processo istruito grazie alle rivelazioni del pentito Maurizio Abbatino che vide alla sbarra l'intera organizzazione criminale capitolina, iniziato a Roma, il 3 ottobre del 1995, dopo due gradi di giudizio, il 27 febbraio 1998, venne assolto per non aver commesso il fatto.
Il 6 dicembre 2000, il Giudice delle Udienze preliminari del Tribunale di Milano, Clementina Forleo decretò l'archiviazione del procedimento a suo carico per il duplice omicidio di Fausto e Iaio (Fausto Tinelli e Lorenzo Iannucci), i due militanti di sinistra uccisi a Milano, con 8 colpi di pistola, il 18 marzo 1978. Quel decreto mise la parola fine a un'inchiesta durata 22 anni e che vide indiziati, oltre a Bracci, anche Massimo Carminati e Mario Corsi (entrambi archiviati), nell'ambito di un'indagine indirizzata sin dall'inizio negli ambienti dell'estremismo neofascista ma che, come recitano le conclusioni di quel documento: "pur in presenza dei significativi elementi indiziari a carico della destra eversiva ed in particolari degli attuali indagati, appare evidente allo stato la non superabilità in giudizio del limite appunto indiziario di questi elementi, e ciò soprattutto per la natura del reato delle pur rilevanti dichiarazioni."
Nel 2001 è stato coinvolto in un'inchiesta riguardante l'usura, il gioco d'azzardo e la manomissione delle macchinette di videopoker e che poi reinvestiva i proventi del gioco d'azzardo nel traffico di stupefacenti. Secondo il pubblico ministero Andrea De Gasperis della Direzione distrettuale antimafia, che ha condotto l'indagine: "L'eredità della banda della Magliana è stata raccolta da tre clan che si sono spartiti il territorio. Roma sud è controllata dall'organizzazione di Massimo Carminati, Claudio Bracci, Angelo Angelotti e Manlio Vitale".

### I Presi per caso
Claudio Bracci è attualmente un componente (chitarrista ritmico) dei Presi per caso, gruppo musicale formato da detenuti ed ex detenuti, nato all'interno del carcere romano di Rebibbia nel 1996. Dal 2004, anno di uscita del loro omonimo album d'esordio, il gruppo ha pubblicato 4 dischi e messo in scena 3 musical, cominciando la propria attività esibendosi esclusivamente all'interno del carcere e poi, dal 2001, anche all'esterno attraverso la concessione di permessi, autorizzazioni e misure alternative. Del gruppo fa parte anche Salvatore Ferraro, processato e condannato in via definitiva a quattro anni di reclusione per favoreggiamento nell'omicidio della studentessa Marta Russo.